# Louise Bager Due
Louise Bager Due (născută Bager Nørgaard, n. 23 aprilie 1982, Dronninglund⁠(d), Regiunea Nordjylland, Danemarca)  este o jucătoare de handbal profesionistă din Danemarca și campioană olimpică. Este deținătoarea, împreună cu echipa națională de handbal a Danemarcei, a medaliei de aur la Jocurile Olimpice de vară din 2004 de la Atena. Începând din 2001, Bager Due este legitimată la campioana Danemarcei, Viborg HK, unde joacă pe postul de portar. Alături de Rikke Skov, este cea mai longevivă jucătoare la clubul danez.

## Palmares
Împreună cu Viborg, Bager Due și-a adjudecat numeroase titluri: de trei ori Liga Campionilor EHF, o Cupă EHF, cinci medalii de aur în Campionatul danez și patru Cupe ale Danemarcei.
- Liga Campionilor

Câștigătoare: 2006, 2009, 2010
Finalistă: 2001
- Cupa EHF

Câștigătoare: 2004
- Campionatul danez

Aur: 2002, 2004, 2006, 2008, 2009, 2010
Argint: 2007
Bronz: 2005
- Cupa Danemarcei

Câștigătoare: 2003, 2006, 2007, 2008